# Účetní standardy
Účetní standardy jsou pravidla, jimiž se společnosti řídí při vedení finančního účetnictví a sestavování účetní závěrky. Účetní standardy přímo či nepřímo určují obsah, rozsah a formu finančních výkazů účetní závěrky.

## Mezinárodní účetní standardy
Účetní standardy umožňují porovnávat finanční výkazy sestavené podle stejného účetního standardu za různá období nebo různých společností. Z těchto důvodů vyžadují burzy cenných papírů, aby všechny společnosti, s jejichž cennými papíry se na burze obchoduje, používaly jednotné účetní standardy pro své finanční výkazy. V současnosti požadují světové burzy sestavení účetních výkazů nejčastěji podle Mezinárodních standardů účetního výkaznictví (IFRS), americké burzy pak podle amerických Všeobecně uznávaných účetních principů (US GAAP).

## Národní účetní standardy
Všechny (větší) společnosti jsou povinny vést účetnictví a sestavovat své účetní závěrky podle národních účetních standardů země, ve které působí.
Pro kontinentální model regulace účetnictví (včetně České republiky) je charakteristické, že tyto standardy jsou součástí legislativy dané země a jsou více svázané s daňovými předpisy a obchodním právem. Naopak pro anglosaský model je příznačná regulace pomocí profesních standardů, které vydávají soukromé organizace.